# Andrew Sudduth
Andrew Hancock Sudduth (* 21. November 1961 in Baltimore; † 15. Juli 2006 in Marion, Massachusetts) war ein US-amerikanischer Ruderer.
Sudduth gewann bei den U23-Weltmeisterschaften 1981 mit dem US-Achter die Silbermedaille hinter dem britischen Boot. Bei den Weltmeisterschaften 1981 in der Erwachsenenklasse gewann er zusammen mit Thomas Woodman, John Everett, Fred Borchelt und Steuermann Robert Jaugstetter im Vierer mit Steuermann ebenfalls eine Silbermedaille hinter dem DDR-Vierer. 1982 erhielt der US-Vierer mit James Altekruse für Woodman die Bronzemedaille hinter den Booten aus der DDR und der Tschechoslowakei. Nach einem siebten Platz mit dem Vierer bei den Weltmeisterschaften 1983 wechselte Sudduth für die Olympischen Spiele 1984 in den US-Achter. Der US-Achter in der Besetzung Walter Lubsen, Andrew Sudduth, John Terwilliger, Christopher Penny, Thomas Darling, Fred Borchelt, Charles Clapp, Bruce Ibbetson und Steuermann Robert Jaugstetter gewann in Los Angeles seinen Vorlauf, unterlag aber im Finale den Kanadiern um vier Zehntelsekunden.
Der 1,91 m große Andrew Sudduth gewann mit dem Achter der Harvard University 1985 bei der Henley Royal Regatta. Daneben ruderte Sudduth auch im Einer, in dieser Bootsklasse gewann er fünfmal bei der Head of the Charles Regatta. Bei den Weltmeisterschaften 1985 trat Sudduth ebenfalls im Einer an und belegte den zweiten Platz hinter Pertti Karppinen, aber vor Peter-Michael Kolbe. Im Jahr darauf startete Sudduth bei den Weltmeisterschaften wieder im Achter, mit dem er die Bronzemedaille hinter den Australiern und dem Achter aus der Sowjetunion gewann. Bei den Weltmeisterschaften 1987 belegte Sudduth den siebten Platz im Einer. Auch bei den Olympischen Spielen 1988 ruderte Sudduth im Einer, er belegte den sechsten Platz und beendete nach acht Jahren seine Karriere in der US-Nationalmannschaft.
Der Harvard-Absolvent Sudduth war in den nächsten Jahren in der Computer-Branche mit der Entwicklung von Servern beschäftigt. 2006 starb er an Bauchspeicheldrüsenkrebs.